# Where Is Gilgamesh?
Pour plus de détails, voir Fiche technique et Distribution.
Where Is Gilgamesh? (Kurde گێلگامێش لە کوێیە؟) est un film policier noir kurde du réalisateur Karzan Kardozi sorti en 2024, basé sur l'épopée de Gilgamesh,.

## Synopsis
La tablette V de l'épopée de Gilgamesh est volée dans un musée par un groupe de contrebandiers. Govan, un agent de sécurité du musée, tente de récupérer l'objet volé et d'empêcher sa vente illicite lors d'une vente aux enchères à Londres. Ce faisant, il se retrouve mêlé à une société secrète qui adhère à d'anciennes croyances mésopotamiennes remontant au début de la période sumérienne.

## Fiche technique
- Titre : Where Is Gilgamesh?
- Titre original : گێلگامێش لە کوێیە؟
- Réalisation et scénario : Karzan Kardozi
- Image : Landa Diyar
- Producteurs : Karzan Kardozi
- Distribution : Kardozi Production
- Pays de production : Kurdistan et Irak
- Langue : Kurde
- Genre : Drame, thriller et policier
- Durée : 90 minutes
- Date de sortie : 2024

## Distribution
| Acteur/Actrice | Rôle                   |
| -------------- | ---------------------- |
| Barzan Yunis   | Govan (Gilgamesh)      |
| Goran Dlshad   | Akam (Enkidu)          |
| Ragash Kizhan  | Avin (Inanna)          |
| Taha Mohamad   | Le père d'Avin (Enlil) |
| Yasin Omar     | Haji Hazo (Humbaba)    |

## Production
Le film a été tourné avec une petite équipe de sept personnes et un budget de 9000 dollars, financé et produit par le réalisateur lui-même. Le tournage de 29 jours s'est déroulé entièrement à Souleimaniye, dans la région du Kurdistan. De nombreuses scènes ont été tournées à l'intérieur du musée Sulaymaniyah. La Tablette V de l'Épopée de Gilgamesh, récemment découverte et conservée au musée, fait une apparition dans le film.

### Galerie

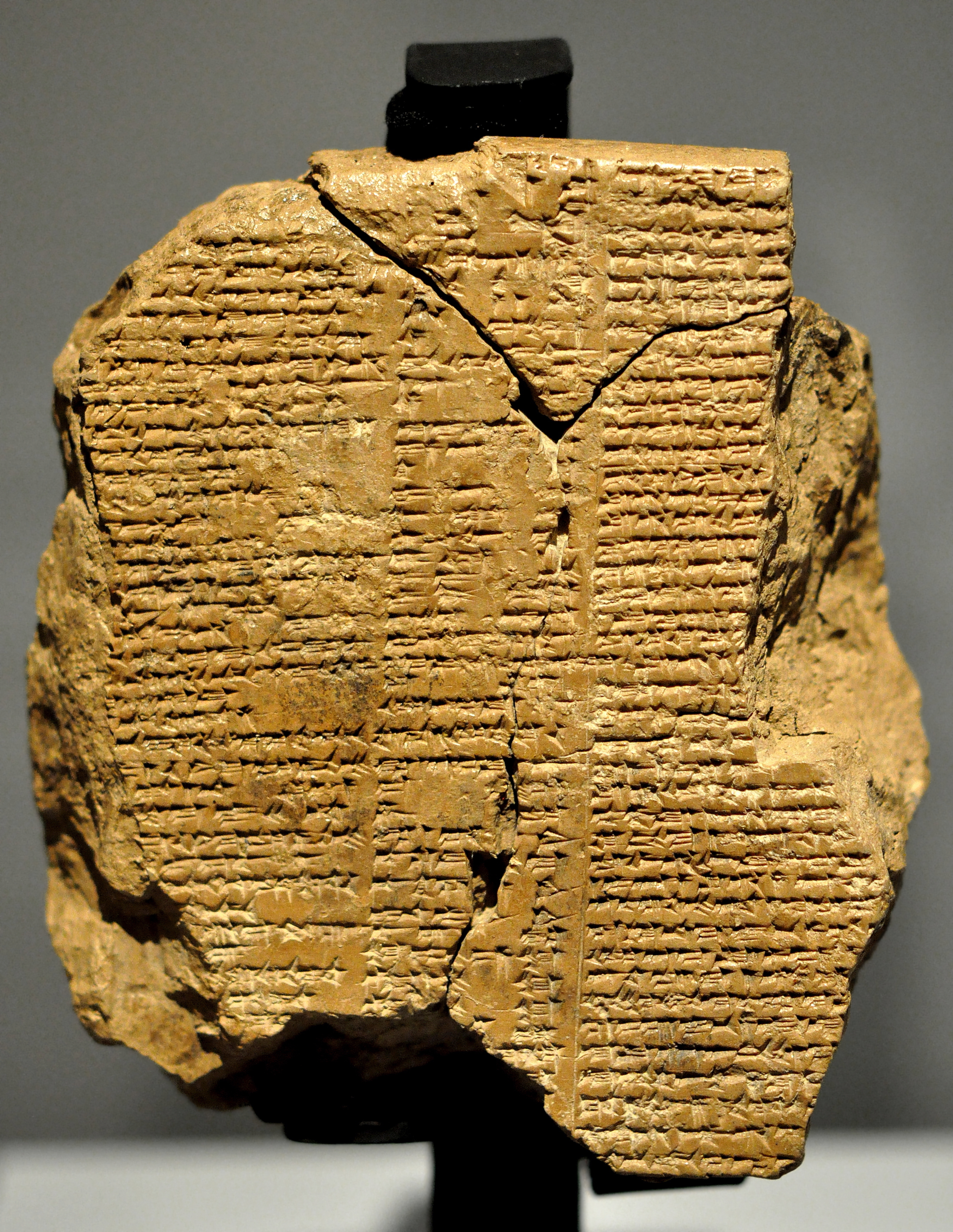
Recto de la tablette V de l'épopée de Gilgamesh, récemment découverte. Elle remonte à l'époque babylonienne, de 2003 à 1595 av. J.-C., et est actuellement conservée au musée de Sulaymaniyah, en Irak.
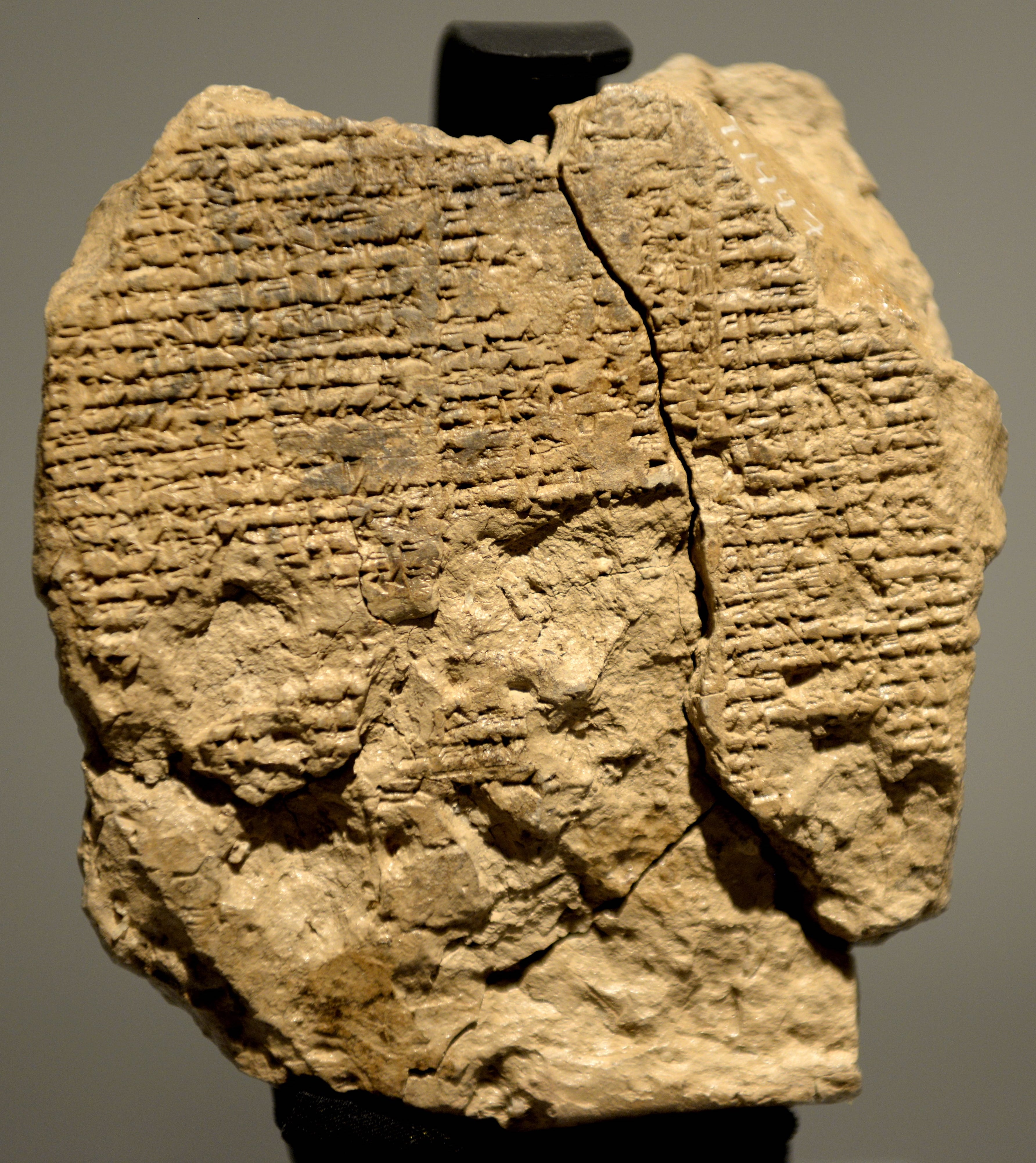
Verso de la Tablette V de l'Épopée de Gilgamesh.